# Harpinia antennaria
Harpinia antennaria är en kräftdjursart som beskrevs av Frederik Vilhelm August Meinert 1893. Harpinia antennaria ingår i släktet Harpinia och familjen Phoxocephalidae. Arten är reproducerande i Sverige. Inga underarter finns listade i Catalogue of Life.